# Damaishan
Damaishan är en köping i sydöstra Kina. Den ligger i Liannan härad i staden Qingyuan i provinsen Guangdong, omkring 180 kilometer nordväst om provinshuvudstaden Guangzhou. Antalet invånare är 13 230. Befolkningen består av 6 709 kvinnor och 6 521 män. Barn under 15 år utgör 33 %, vuxna 15-64 år 59 %, och äldre över 65 år 6,0 %.